# Embalse del Quiebrajano
El embalse del Quiebrajano es un embalse de almacenamiento construido en el río Quiebrajano, en la provincia de Jaén, al sur de España. Tiene una capacidad de 31,6 hm³.

## Situación
Se encuentra en la comarca de la Sierra Sur de Jaén, entre los términos municipales de Jaén, Valdepeñas de Jaén y Campillo de Arenas. Pertenece a la Cuenca hidrográfica del Guadalquivir y está gestionado por la Confederación Hidrográfica del Guadalquivir.

## Construcción
Fue construido en 1976. La represa es de bóveda o de doble curvatura construida en hormigón y presenta un aliviadero de labio fijo con perfil Brandley. Sus aguas inundaron 12 viviendas y obligó a desplazarse a unas 50 personas, habitantes de esas viviendas y de la aldea de «El Parrizoso».

## Cuenca
La cuenca en la que se ubica presenta un relieve escarpado, cuya geología dominante son las dolomías brechoides y las calizas dolomíticas, abundando en el vaso las arcillas y margas. La cuenca está alimentada por varios manantiales que nutren de agua el embalse. En el contorno se impone una vegetación climática compuesta por pinares y reductos de bosque mediterráneo, acompañado de zonas de cultivo de olivar.
Su ubicación sobre el acuífero de Grajales, compuesto por formaciones calizo-dolomíticas jurásicas que afloran sobre el vaso del embalse, le provocan pérdidas por filtración. A ellas se les suman las pérdidas por evaporación media anual neta, cuantificadas en unos 307'5 mm/año. Adicionalmente, la escasa cuantía de las aportaciones por escorrentía superficial (unos 13 hm³ medios anuales estimados) y por escorrentía subterránea (menos de unos escasos 3 hm³, procedentes del acuífero Fresnedilla-Pico Maleza), provoca que en períodos intensos de sequía no pueda responder a la demanda.

## Toponimia
Narciso Zafra de la Torre plantea que el topónimo deriva posiblemente de ‘Quiebra’, que el DRAE recoge como “hendedura o abertura de la tierra en los montes o la que causa el exceso de lluvia en los valles”. Por lo tanto, significaría el río de la quiebra o más comúnmente río de la quebrada, correspondiendo bien con la fisonomía del mismo, ya que es un río encajonado. En este caso sería río «quiebra-ano», siendo -ano un sufijo que denota procedencia, pertenencia o adscripción.